# 中共中央办公厅、国务院办公厅关于严格控制领导干部出国访问的规定
中共中央办公厅、国务院办公厅关于严格控制领导干部出国访问的规定，简称关于严格控制领导干部出国访问的规定，是中共中央办公厅、国务院办公厅1989年8月17日根据《中共中央、国务院关于近期做几件群众关心的事的决定》制定颁布的法规。

## 背景
六四事件基本结束后，第十三届中共中央政治局为了应对社会普遍存在的腐败等现状而做出的《中共中央、国务院关于近期做几件群众关心的事的决定》后，中共中央办公厅、国务院办公厅制定颁布的法规。

## 内容
《关于严格控制领导干部出国访问的规定》文件内容共八条，对于各种贪污腐败、滥权行为作出规定和禁止：

一、领导干部出访，必须是为执行自己主管公务的国事或工作访问。

二、领导干部出访，必须按规定的组织手续报批，审核机关要严格把关。

三、党和国家领导人出访，由主管的职能部门根据工作需要提出建议和报告，由党中央政治局常委会审定。

四、领导干部出访，除工作上特殊需要外，一年不得超过一次。

五、严格控制出访团组人数。

六、领导干部出访，如确因工作需要偕夫人同行，须在上呈报告中写明，一并报批。不得以任何名义携带子女出访。

七、领导干部对外赠送礼品，必须严格按有关规定执行；所受外方礼品，要按有关规定登记上交主管部门，不得自行处理。

八、领导干部率团出访，我驻外使、领馆及其他驻外机构、公司，一律不宴请或变相宴请，不赠送礼品或纪念品。